# Свято-Николаевский храм (Рыковские рудники)
Свято-Николаевский храм — утраченный православный храм в Донецке построенный в честь святителя Николая на бывших Рыковских рудниках (ныне посёлок Шахтостроитель города Донецка).

## История
В ведомости о Свято-Николаевском храме за 1911 год, хранящейся в Донецком Государственном архиве написано: «Церковь построена в 1908 г. по усердию и на средства рабочих Макарьевского рудника. Она каменная с такою же колокольней, покрыта оцинкованным железом». Запечатлена в архивных документах и трагедия, когда на руднике от взрыва газа погибло 2 смены шахтёров. Было это 18 июня 1909 года. Отпевание погибших шахтеров было совершено в этом храме.
В 1963 году решением Донецкого облсовета Свято-Николаевская церковь была закрыта, а затем снесена.

### После разрушения
Но церковная община во главе с о. Алексием и о. Леонтием не опустила руки. Священники и прихожане усердно подыскивали помещение для того, чтобы перевезти церковное имущество, часть которого отняли власти, и продолжать службы Богу. Был найден дом, который продавала одна семья, но власти пригрозили хозяевам и они отказали. Несмотря на угрозы и гонения нашёлся один человек Павел Исаев, который не побоялся отдать свой дом для размещения Свято-Николаевской церкви. И вот на границе городов Донецка и Макеевки, по ул. Горбачевского, был приобретен дом, который впоследствии был переоборудован под церковь.
Освящение нового храма было совершено на праздник преподобного Сергия Радонежского 18 июля 1963 года. Службу освящения храма провел отец Александр Шокало. С тех пор Свято-Николаевский приход стал одним из немногих духовных островков в океане безбожного советского общества, благодаря которым в тяжелое время люди могли молится, крестить, венчаться.
В последнее время Свято-Николаевский храм постепенно реконструируется, ремонтируется, украшается изнутри и снаружи. Уже построен новый алтарь, укреплен фундамент, ведутся внутренние работы по реконструкции алтаря. При храме действует церковно-приходская школа, По субботам ведутся занятия для детей, живущих в детском доме-интернате. При храме созданы духовная библиотека и видеотека, фонд которых постоянно обновляется и пополняется за счет пожертвований прихожан.